# Before Sunset
Before Sunset is een film uit 2004, geregisseerd door Richard Linklater met in de hoofdrollen Ethan Hawke en Julie Delpy.

## Verhaal
Negen jaar nadat Jesse en Celine een paar onvergetelijke uren in Wenen hebben doorgebracht komen ze elkaar opnieuw tegen in Parijs. Al snel blijkt hoeveel indruk hun eerste ontmoeting heeft achtergelaten. Ze hebben slechts een paar uur de tijd om een beslissing te nemen die grote invloed op de toekomst zal hebben.

## Voorloper
Before Sunset is het vervolg op de film Before Sunrise uit 1995. Deze film beschrijft hun eerste ontmoeting, negen jaar daarvoor, in Wenen. In 2013 verscheen Before Midnight, het derde deel uit deze trilogie.